# Список государств и зависимых территорий Азии
Это список суверенных государств и зависимых территорий в Азии.
Включение России в список стран Азии основывается прежде всего на частичном расположении в этой части света (при этом бо́льшая часть населения страны находится в Европе, но бо́льшая часть территории — в Азии).
Турцию и Казахстан включают также и в список европейских стран ввиду наличия меньшей части территории и населения в Европе (по всем версиям границы между Европой и Азией).
Азербайджан и Грузию как правило относят к Передней Азии, однако некоторые источники считают что эти два государства могут иметь территории и в Европе, так как существуют разные варианты проведения границы Европа-Азия в регионе между Чёрным и Азовским морями на западе и Каспийским морем на востоке: в Европе более распространён вариант проведения границы Азии по Кумо-Манычской впадине, в таком случае Северный Кавказ и все страны Закавказья располагаются целиком в Азии; в Америке более распространён вариант проведения границы Европа-Азия по водоразделу Большого Кавказа, лишь при применении такого подхода у Азербайджана около 10 % территории, а у Грузии около 5 % территории, лежащие к северу от водораздела Большого Кавказа, могут условно трактоваться как относящиеся к Европе, что может делать Азербайджан и Грузию трансконтинентальными странами, у которых бо́льшая часть территории и столица безусловно находятся в Азии, а меньшая часть территории с определёнными оговорками может считаться принадлежащими Европе. В связи с этим, Азербайджан и Грузию нередко причисляют и к европейским странам.
Входящая в Европейский Союз Республика Кипр (располагается на острове Кипр), и располагающаяся в Закавказье Армения (член Совета Европы) географически расположены полностью в Азии, однако имеют тесные политические и историко-культурные связи с Европой.

## Западная Азия
| Флаг | Герб | Название (Русское название)                       | Столица    | Язык                  | Валюта                         | Площадь               | Плотность Населения | Население  | Карта |
| ---- | ---- | ------------------------------------------------- | ---------- | --------------------- | ------------------------------ | --------------------- | ------------------- | ---------- | ----- |
|      |      | Азербайджан (Азербайджанская Республика)          | Баку       | Азербайджанский       | Азербайджанский манат (AZN)    | 86 600 км²            | 111 чел./км²        | 9 574 000  |       |
|      |      | Армения (Республика Армения)                      | Ереван     | Армянский             | Армянский драм (AMD)           | 29 800 км²            | 100,4 чел./км²      | 2 986 100  |       |
|      |      | Бахрейн (Королевство Бахрейн)                     | Манама     | Арабский              | Бахрейнский динар (BHD)        | 765 км²               | 1,626.6 чел./км²    | 1 314 089  |       |
|      |      | Грузия (Грузия)                                   | Тбилиси    | Грузинский            | Грузинский лари (GEL)          | 69 700 км²            | 65 чел./км²         | 3 729 500  |       |
|      |      | Израиль (Государство Израиль)                     | Иерусалим  | Иврит и арабский      | Новый израильский шекель (ILS) | 20 770 км² 22 072 км² | 387 чел./км²        | 9 136 000  |       |
|      |      | Иордания (Иорданское Хашимитское Королевство)     | Амман      | Арабский              | Иорданский динар (JOD)         | 92 300 км²            | 68 чел./км²         | 6 316 000  |       |
|      |      | Ирак (Республика Ирак)                            | Багдад     | Арабский и курдский   | Иракский динар (IQD)           | 437 072 км²           | 82,7 чел./км²       | 30 747 000 |       |
|      |      | Иран (Исламская Республика Иран)                  | Тегеран    | Персидский            | Иранский риал (IRR)            | 1 648 000 км²         | 42 чел./км²         | 74 196 000 |       |
|      |      | Йемен (Йеменская Республика)                      | Сана       | Арабский              | Йеменский риал (YER)           | 527 970 км²           | 23 580 000          | 23 580 000 |       |
|      |      | Катар (Государство Катар)                         | Доха       | Арабский              | Катарский риал (QAR)           | 11437 км²             | 146,7 чел./км²      | 1 409 000  |       |
|      |      | Кипр (Республика Кипр)                            | Никосия    | Греческий и турецкий  | Евро (EUR)                     | 9 250 км²             | 117 чел./км²        | 801 851    |       |
|      |      | Кувейт (Государство Кувейт)                       | Эль-Кувейт | Арабский              | Кувейтский динар (KWD)         | 17 818 км²            | 131 чел./км²        | 2 985 000  |       |
|      |      | Ливан (Ливанская Республика)                      | Бейрут     | Арабский              | Ливанский фунт (LBP)           | 10 452 км²            | 404 чел./км²        | 4 224 000  |       |
|      |      | ОАЭ (Объединённые Арабские Эмираты)               | Абу-Даби   | Арабский и английский | Дирхам (ОАЭ) (AED)             | 83 600 км²            | 65 чел./км²         | 4 599 000  |       |
|      |      | Оман (Султанат Оман)                              | Маскат     | Арабский              | Оманский риал (OMR)            | 310 000 км²           | 12,3 чел./км²       | 2 845 000  |       |
|      |      | Саудовская Аравия (Королевство Саудовская Аравия) | Эр-Рияд    | Арабский              | Саудовский риял (SAR)          | 2 218 000 км²         | 15 чел./км²         | 25 721 000 |       |
|      |      | Сирия (Сирийская Арабская Республика)             | Дамаск     | Арабский              | Сирийский фунт (SYP)           | 185 180 км²           | 99 чел./км²         | 21 906 000 |       |
|      |      | Турция (Турецкая Республика)                      | Анкара     | Турецкий              | Турецкая лира (TRY)            | 780 580 км²           | 94.4 чел./км²       | 73 723 000 |       |

## Средняя Азия/Центральная Азия
| Флаг | Герб | Название (Русское название)          | Столица | Язык                | Валюта                        | Площадь       | Плотность Населения | Население  | Карта |
| ---- | ---- | ------------------------------------ | ------- | ------------------- | ----------------------------- | ------------- | ------------------- | ---------- | ----- |
|      |      |                                      |         |                     |                               |               |                     |            |       |
|      |      | Казахстан (Республика Казахстан)     | Астана  | Казахский, русский  | Тенге (KZT)                   | 2 724 902 км² | 7,3 чел./км²        | 20 020 095 |       |
|      |      | Кыргызстан (Кыргызская Республика)   | Бишкек  | Киргизский, русский | Сом (KGS)                     | 199 951 км²   | 34,9 чел./км²       | 7 161 900  |       |
|      |      | Таджикистан (Республика Таджикистан) | Душанбе | Таджикский, русский | Сомони (TJS)                  | 142 000 км²   | 73,2 чел./км²       | 10 433 588 |       |
|      |      | Туркменистан (Туркменистан)          | Ашхабад | Туркменский         | Новый туркменский манат (TMT) | 491 200 км²   | 12,9 чел./км²       | 6 432 404  |       |
|      |      | Узбекистан (Республика Узбекистан)   | Ташкент | Узбекский           | Узбекский сум (UZS)           | 447 400 км²   | 79,5 чел./км²       | 35 553 302 |       |

## Южная Азия
| Флаг | Герб | Название (Русское название)                                       | Столица                                               | Язык                     | Валюта                                 | Площадь       | Плотность Населения | Население     | Карта |
| ---- | ---- | ----------------------------------------------------------------- | ----------------------------------------------------- | ------------------------ | -------------------------------------- | ------------- | ------------------- | ------------- | ----- |
|      |      | Афганистан (Исламский Эмират Афганистан)                          | Кабул                                                 | Пушту и дари             | Афгани (AFN)                           | 652 864 км²   | 32,22 чел./км²      | 32 564 342    |       |
|      |      | Бангладеш (Народная Республика Бангладеш)                         | Дакка                                                 | Бенгальский              | Така (BDT)                             | 144 000 км²   | 1154,7 чел./км²     | 168 957 745   |       |
|      |      | Бутан (Королевство Бутан)                                         | Тхимпху                                               | Дзонг-кэ и английский    | Нгултрум (BTN) и индийская рупия (INR) | 47 000 км²    | 18 чел./км²         | 750 125       |       |
|      |      | Индия (Республика Индия)                                          | Нью-Дели                                              | Хинди и английский       | Индийская рупия (INR)                  | 3 287 590 км² | 364 чел./км²        | 1 316 830 000 |       |
|      |      | Мальдивы (Мальдивская Республика)                                 | Мале                                                  | Дивехи                   | Руфия (MVR)                            | 298 км²       | 1 135,68 чел./км²   | 402 071       |       |
|      |      | Непал (Федеративная Демократическая Республика Непал)             | Катманду                                              | Непальский               | Непальская рупия (NPR)                 | 140 800 км²   | 216 чел./км²        | 30 430 267    |       |
|      |      | Пакистан (Исламская Республика Пакистан)                          | Исламабад                                             | Урду и английский        | Пакистанская рупия (PKR)               | 803 940 км²   | 258,45 чел./км²     | 207 774 520   |       |
|      |      | Шри-Ланка (Демократическая Социалистическая Республика Шри-Ланка) | Шри-Джаяварденепура-Котте (де-юре) Коломбо (де-факто) | Сингальский и тамильский | Шри-Ланкийская рупия (LKR)             | 65 610 км²    | 308 чел./км²        | 21 675 648    |       |

## Восточная Азия
| Флаг | Герб | Название (Русское название)                                   | Столица    | Язык        | Валюта       | Площадь       | Плотность Населения | Население     | Карта |
| ---- | ---- | ------------------------------------------------------------- | ---------- | ----------- | ------------ | ------------- | ------------------- | ------------- | ----- |
|      |      | Китай (Китайская Народная Республика)                         | Пекин      | Китайский   | Юань (CNY)   | 9 596 960 км² | 150,3 чел./км²      | 1 380 083 000 |       |
|      |      | Северная Корея (Корейская Народно-Демократическая Республика) | Пхеньян    | Корейский   | Вона (KPW)   | 120 540 км²   | 198,3 чел./км²      | 24 720 407    |       |
|      |      | Южная Корея (Республика Корея)                                | Сеул       | Корейский   | Вона (KRW)   | 99 274 км²    | 515,2 чел./км²      | 51 732 586    |       |
|      |      | Монголия (Монголия)                                           | Улан-Батор | Монгольский | Тугрик (MNT) | 1 564 116 км² | 1.99 чел./км²       | 3 119 935     |       |
|      |      | Япония (Япония)                                               | Токио      | Японский    | Иена (JPY)   | 377 835 км²   | 336,3 чел./км²      | 126 740 000   |       |

## Северная Азия
| Флаг | Герб | Название (Русское название)   | Самоназвание (Оригинальное название) | Столица | Язык    | Валюта      | Площадь                               | Плотность Населения | Население                          | Карта |
| ---- | ---- | ----------------------------- | ------------------------------------ | ------- | ------- | ----------- | ------------------------------------- | ------------------- | ---------------------------------- | ----- |
|      |      | Россия (Российская Федерация) | Россия (Российская Федерация)        | Москва  | Русский | Рубль (RUB) | 17 125 200 км² (с европейской частью) | 8,56 чел./км²       | 146 600 000 (с европейской частью) |       |

## Юго-Восточная Азия
| Флаг | Герб | Название (Русское название)                                  | Столица             | Язык                                          | Валюта                     | Площадь       | Плотность Населения | Население   | Карта |
| ---- | ---- | ------------------------------------------------------------ | ------------------- | --------------------------------------------- | -------------------------- | ------------- | ------------------- | ----------- | ----- |
|      |      | Бруней (Государство Бруней-Даруссалам)                       | Бандар-Сери-Бегаван | Малайский                                     | Брунейский доллар (BND)    | 5 770 км²     | 67,3 чел./км²       | 400 000     |       |
|      |      | Вьетнам (Социалистическая Республика Вьетнам)                | Ханой               | Вьетнамский                                   | Донг (VND)                 | 329 560 км²   | 273 чел./км²        | 85 789 573  |       |
|      |      | Индонезия (Республика Индонезия)                             | Джакарта            | Индонезийский                                 | Рупия (IDR)                | 1 919 460 км² | 130,85 чел./км²     | 231 369 500 |       |
|      |      | Камбоджа (Королевство Камбоджа)                              | Пномпень            | Кхмерский                                     | Риель (KHR)                | 181 040 км²   | 86,8 чел./км²       | 14 805 000  |       |
|      |      | Лаос (Лаосская Народно-Демократическая Республика)           | Вьентьян            | Лаосский                                      | Кип (LAK)                  | 236 800 км²   | 25 чел./км²         | 6 320 000   |       |
|      |      | Малайзия (Малайзия)                                          | Куала-Лумпур        | Малайский                                     | Малайзийский ринггит (MYR) | 329 758 км²   | 85,8 чел./км²       | 28 306 700  |       |
|      |      | Мьянма (Республика Союз Мьянма)                              | Нейпьидо            | Бирманский                                    | Кьят (MMK)                 | 678 500 км²   | 73,9 чел./км²       | 50 020 000  |       |
|      |      | Сингапур (Республика Сингапур)                               | Сингапур            | Английский, китайский, малайский и тамильский | Сингапурский доллар (SGD)  | 692,7 км²     | 8151,0269 чел./км²  | 4 987 600   |       |
|      |      | Таиланд (Королевство Таиланд)                                | Бангкок             | Тайский                                       | Бат (THB)                  | 514 000 км²   | 130,5 чел./км²      | 63 525 062  |       |
|      |      | Восточный Тимор (Демократическая Республика Восточный Тимор) | Дили                | Тетум и португальский                         | Доллар США (USD)           | 15 007 км²    | 1 134 000           | 1 291 358   |       |
|      |      | Филиппины (Республика Филиппины)                             | Манила              | Тагалог, филиппинский и английский            | Филиппинское песо (PHP)    | 300 000 км²   | 338 чел./км²        | 102 000 000 |       |

## Непризнанные и частично признанные государства

### Непризнанные государства
| Флаг | Герб | Название (Русское название) | Самоназвание (Оригинальное название) | Столица | Язык                  | Занимает де-юре территорию страны | Заявленная территория | Плотность Населения | Население | Карта |
| ---- | ---- | --------------------------- | ------------------------------------ | ------- | --------------------- | --------------------------------- | --------------------- | ------------------- | --------- | ----- |
|      |      | Ва (Государство Ва)         | (Mēng Vax, Meung Va) (佤邦)          | Панкан  | Ва (язык) и китайский | Мьянма                            | ???                   | ???                 | 558 000   |       |
|      |      | Шан (Государство Шан)       |                                      | Таунджи | Шанский               | Мьянма                            | 155 800 км²           | 30 чел./км2         | 4 707 000 |       |

### Частично признанные государства
| Флаг | Герб | Название (Полное или альтернативное, русское название) | Самоназвание (Официальное или государственное название) | Столица      | Язык                             | Претендующее на территорию государство | Заявленная территория | Плотность Населения | Население  | Карта | Признали                                            |
| ---- | ---- | ------------------------------------------------------ | ------------------------------------------------------- | ------------ | -------------------------------- | -------------------------------------- | --------------------- | ------------------- | ---------- | ----- | --------------------------------------------------- |
|      |      | Абхазия (Республика Абхазия)                           | Аҧсны (Аҧсны Аҳәынҭқарра)                               | Сухум        | Абхазский и русский              | Грузия                                 | 8 598 км²             | 28 чел./км²         | 243 564    |       | Международно-правовой статус Абхазии и Южной Осетии |
|      |      | Азад-Кашмир (Азад Джамму и Кашмир)                     | آزاد کشمیر (آزاد جموں و کشمیر)                          | Музаффарабад | Урду                             | Индия                                  | 13 297 км²            | 311,99 чел./км²     | 4 567 982  |       | Пакистан                                            |
|      |      | Тайвань (Китайская Республика)                         | 臺灣 (中華民國)                                         | Тайбэй       | Китайский                        | Китайская Народная Республика          | 35 980 км²            | 650 чел./км²        | 23 188 078 |       | Внешняя политика Китайской Республики               |
|      |      | Палестина (Государство Палестина)                      | فلسطين (دولة فلسطين)                                    | Рамалла      | Арабский                         | Израиль                                | 6020 км²              | 734 чел./км²        | 4 016 416  |       | Международно-правовой статус Государства Палестина  |
|      |      | Северный Кипр (Турецкая Республика Северного Кипра)    | Kuzey Kıbrıs (Kuzey Kıbrıs Türk Cumhuriyeti)            | Лефкоша      | Турецкий                         | Республика Кипр                        | 3 355 км²             | 88 чел./км²         | 294.906    |       | Турция                                              |
|      |      | Южная Осетия (Республика Южная Осетия)                 | Республикæ Хуссар Ирыстон (Хуссар Ирыстон)              | Цхинвал      | Осетинский, русский и грузинский | Грузия                                 | 3 900 км²             | 13,73 чел./км²      | 51 547     |       | Международно-правовой статус Абхазии и Южной Осетии |

## Зависимые территории
| Флаг | Герб | Русское название                         | Оригинальное Самоназвание | Столица          | Язык                      | Валюта                     | Государство    | Плотность Населения | Население | Площадь   | Карта |
| ---- | ---- | ---------------------------------------- | --- | ---------------- | ------------------------- | -------------------------- | -------------- | ------------------- | --------- | --------- | ----- |
|      |      | Акротири и Декелия                       | Akrotiri and Dhekelia | Эпископи         | Английский                | Евро (EUR)                 | Великобритания | ???                 | 14 500    | 254 км²   |       |
|      |      | Макао (Аомынь)                           | кит. трад. 澳門特別行政區, упр. 澳门特别行政区, пиньинь Àomén tèbié xíngzhèngqū порт. Região Administrativa Especial de Macau     | Макао (Аомынь)   | Китайский и Португальский | Патака (MOP)               | КНР            | 21 204,54 чел./км²  | 541 200   | 27 км²    |       |
|      |      | Гонконг (Сянган)                         | кит. трад. 香港特別行政區, упр. 香港特别行政区, пиньинь Xiānggǎng Tèbié Xíngzhèngqū англ. Hong Kong Special Administrative Region | Гонконг (Сянган) | Китайский и Английский    | Гонконгский доллар (NKD)   | КНР            | 6 732,56 чел./км²   | 7 097 600 | 1 104 км² |       |
|      |      | Британская территория в Индийском океане | British Indian Ocean Territory | Диего-Гарсия     | английский                | Доллар США                 | Великобритания | 46,67 чел./км²      | 3 500     | 60 км²    |       |
|      |      | Территория Кокосовых островов (Килинг)   | Cocos Islands | Уэст-Айленд      | Английский                | Австралийский доллар (AUD) | Австралия      | 43,36 чел./км²      | 596       | 14 км²    |       |
|      |      | Остров Рождества                         | Territory of Christmas Island | Флайинг-Фиш-Коув | Английский                | Австралийский доллар (AUD) | Австралия      | 15,35 чел./км²      | 1 400     | 135 км²   |       |

## Страны Азии, частично располагающиеся в других частях света
- Россия — меньшая часть территории, но с большей частью населения в Европе.
- Казахстан — меньшая часть территории и населения в Европе.
- Турция — меньшая часть территории и населения в Европе.
- Индонезия — меньшая часть территории и населения в Океании.
- Йемен — меньшая часть территории и населения в Африке (остров Сокотра).
- Египет — бо́льшая часть территории и населения в Африке.

При проведении границы между Европой и Азией по Кумо-Манычской впадине — полностью в Азии, при проведении границы по Большому Кавказу — частично также в Европе, следующие страны:
- Азербайджан — меньшая часть территории и населения в Европе.
- Грузия — меньшая часть территории и населения в Европе.